# Ircinia lingua
Ircinia lingua är en svampdjursart som först beskrevs av Schmidt 1868.  Ircinia lingua ingår i släktet Ircinia och familjen Irciniidae. Inga underarter finns listade i Catalogue of Life.